# Papa Adriano IV
Adriano IV, nato Nicholas Breakspear (Abbots Langley, 1100 circa – Anagni, 1º settembre 1159), è stato il 169º papa della Chiesa cattolica dal 1154 alla morte. È stato l'unico pontefice britannico della storia.

## Biografia

### Canonico regolare e abate
Si ritiene che Adriano sia nato ad Abbots Langley, nell'Hertfordshire (una contea dell'Inghilterra orientale), e che abbia ricevuto la sua prima istruzione all'Abbey School di St Albans (oggi St Albans School). Dotato di ampiezza di vedute e fermezza di carattere, suo padre era Robert, un sacerdote della diocesi di Bath, che divenne monaco a St Albans. A Nicholas stesso, comunque, venne rifiutata l'ammissione al monastero, essendogli stato detto dall'abate di «...aspettare e continuare gli studi di modo da poter essere considerato più adatto». Nicholas non attese e si recò invece in Francia. Entrò nella congregazione dei canonici regolari di San Rufo nel monastero di Avignone. Qui divenne priore e nel 1137 venne eletto abate all'unanimità.
Come abate, il suo zelo riformatore fece sì che le lamentele nei suoi confronti, per la sua intransigente austerità, arrivassero fino a Roma; ma queste critiche non fecero altro che attrarre su di lui la favorevole attenzione di papa Eugenio III, che nel concistoro del 1146 lo nominò cardinale vescovo di Albano.
Fu allora che nacque a suo riguardo l'espressione: «riuscì ad Albano dopo aver fallito ad Albans».
Dal 1152 al 1154 Nicholas fu in Scandinavia come legato pontificio, organizzando la nuova arcidiocesi norvegese di Nidaros e prendendo accordi che ebbero come risultato, nel 1154, il riconoscimento di Uppsala quale sede dell'arcivescovo metropolita svedese. In compenso del territorio sottrattogli, l'arcivescovo danese di Lund venne reso legato e vicario perpetuo e gli venne concesso il titolo di primate di Danimarca e Svezia.

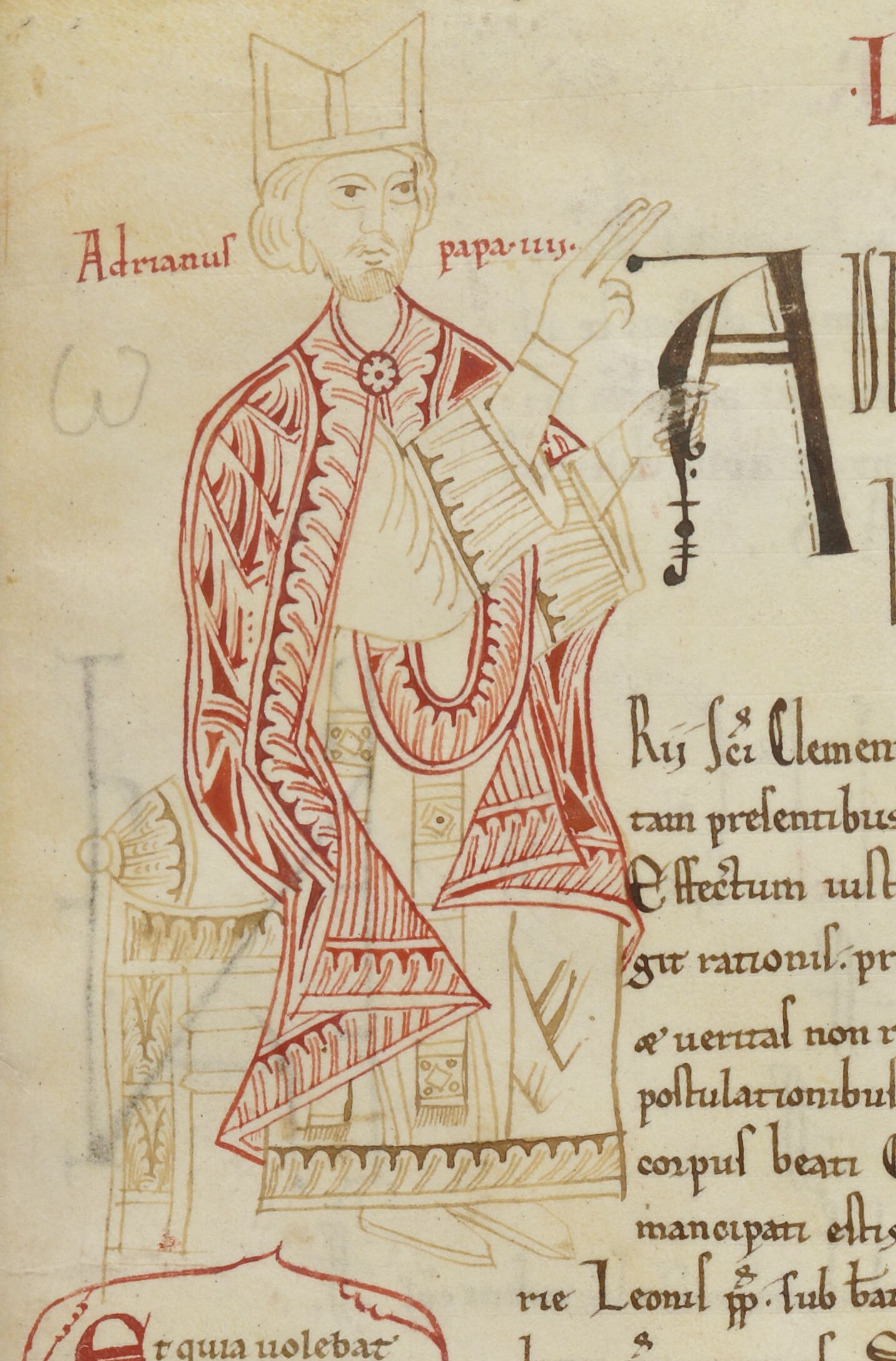
Adriano IV raffigurato nella Cronaca di Casauria, seconda metà del XII secolo

### L'elezione al Soglio pontificio
Al suo ritorno Nicholas venne ricevuto con grandi onori da papa Anastasio IV che morì in Roma il 3 dicembre 1154, a un'età molto avanzata. Il Sacro Collegio si riunì nella Basilica Vaticana il giorno successivo per procedere all'elezione del suo successore. Fu il primo conclave cui Nicholas Breakspear ebbe occasione di partecipare. Nicholas Breakspear venne eletto papa il 4 dicembre 1154 e fu consacrato il giorno dopo.

### Il pontificato

#### Lo scontro con la fazione repubblicana

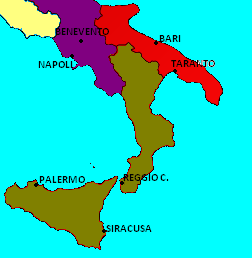
Le conquiste di Manuele I di Bisanzio in rosso, le conquiste del papa in viola, e il Regno normanno in verde (1156).

La Repubblica romana, capeggiata da Arnaldo da Brescia, non accettò la sua elezione. Scoppiarono tumulti che portarono persino all'uccisione di un cardinale. Adriano IV, asserragliatosi in San Pietro, intraprese un'azione mai fatta in precedenza: poco dopo la Domenica delle Palme del 1155 lanciò l'interdetto contro Roma. Ciò significava la cessazione automatica di tutte le funzioni religiose: non venivano più somministrati i sacramenti e i morti non potevano più essere sepolti nella terra consacrata. Di conseguenza il popolo si sollevò contro il Senato, che esiliò Arnaldo da Brescia. A quel punto il papa tolse l'interdetto e celebrò la Pasqua in Laterano.

#### Relazioni con l'imperatore
Intanto Federico I Barbarossa era sceso in Italia; Adriano IV gli chiese di consegnargli Arnaldo da Brescia. Non appena il monaco venne tradotto a Roma, fu condannato a morte. Federico Barbarossa fu incoronato nella Basilica di San Pietro il 18 giugno 1155.
I romani si rivoltarono contro il pontefice; l'imperatore, per sicurezza, lasciò Roma portandosi dietro papa e cardinali, che abbandonò pochi mesi dopo per rientrare in Germania. Il papa si vide quindi costretto a scambiare il proprio rientro in Roma con l'incoronazione del normanno Guglielmo I di Sicilia (novembre 1156). Nello stesso periodo Adriano IV risiedette con la propria corte a Orvieto, con l'obiettivo di riportare all'interno del Patrimonium Sancti Petri la città e il suo contado, ritenuti d'interesse strategico per la Chiesa. Tra l'altro, infatti, il pontefice dispose che Orvieto fornisse protezione alla Chiesa in un vasto territorio compreso tra Sutri e la rocca di Tentennano, in val d'Orcia.

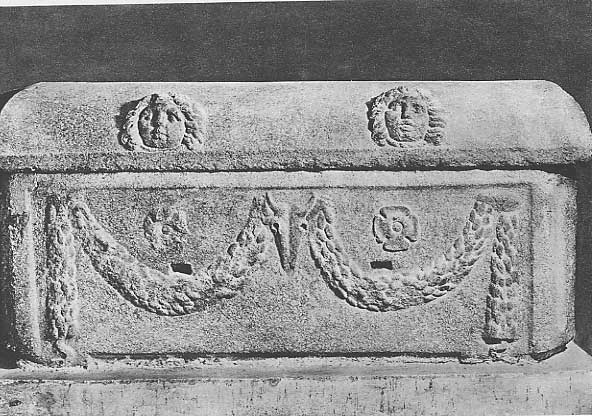
La tomba di Adriano IV nelle Grotte vaticane

Alla dieta di Besançon, nell'ottobre 1157, i legati papali presentarono a Federico Barbarossa una lettera di Adriano in cui il papa alludeva ai beneficia conferiti all'imperatore, e il cancelliere tedesco tradusse questo termine nel senso feudale di "proprietà" concesse da un signore ad un vassallo. Il Barbarossa si infuriò per l'allusione che egli fosse sottoposto al papa e nella tempesta che ne scaturì i legati per poco non furono giustiziati. L'incidente si chiuse con una lettera riparatrice del papa, il quale precisò che con beneficium intendeva semplicemente bonum factum ovvero la "buona azione" dell'incoronazione. La frattura in seguito si allargò e, nel 1158, Federico scese nuovamente in Italia; nella dieta di Roncaglia decretò che i diritti del principe (= dell'aristocrazia) non potessero essere esercitati senza la concessione imperiale. Il papa, considerando i romani sudditi pontifici, rifiutò all'imperatore il diritto di trattare con l'Urbe. Adriano IV era sul punto di scomunicare Federico, quando morì ad Anagni, il 1º settembre 1159. Proferì le sue ultime parole per chiedere alla chiesa di Canterbury un'elemosina per la sua vecchia madre che, già vedova, viveva sola in estrema povertà. Venne sepolto nella cripta di San Pietro.
Esiste una controversia su un'ambasciata inviata da re Enrico II d'Inghilterra ad Adriano IV, nel 1155. Secondo le complesse indagini di Thatcher, i fatti sembrano essersi svolti come segue. Enrico chiese il permesso di invadere e soggiogare l'Irlanda, allo scopo di ottenere la proprietà assoluta dell'isola. Non volendo acconsentire ad una richiesta contraria alla pretesa papale (basata sulla falsa Donazione di Costantino) di dominio sulle isole del mare, Adriano fece ad Enrico una proposta conciliatoria, e precisamente che il Re sarebbe diventato possessore feudale ereditario d'Irlanda, riconoscendo il Papa come signore. Il compromesso non soddisfece Enrico e la questione cadde nel vuoto. Successivamente, nel 1171, Enrico invase e conquistò l'Irlanda, portando con sé la bolla Laudabiliter di Adriano che lo autorizzava alla conquista. Questa bolla comunque era un falso.

#### Concistori per la creazione di nuovi cardinali
Papa Adriano IV durante il suo pontificato ha creato 23 cardinali nel corso di 3 distinti concistori.

## Nella letteratura
Secondo Giovanni di Salisbury, filosofo e scrittore inglese che fu vescovo di Chartres nella seconda metà del secolo XII, Nicholas Breakspear sarebbe stato posseduto da grande avarizia accompagnata da una smodata sete di potere, vizi che sarebbero scomparsi con l'ascesa al soglio pontificio. Questa fama tuttavia diede luogo a due curiose interpretazioni letterarie: Dante Alighieri pare aver confuso, forse per l'identità del nome scelto dai due papi, Adriano V con Adriano IV, collocando papa Ottobono Fieschi in Purgatorio, nel girone degli avari e prodighi, anche se in realtà non vi sono conferme di quest'avarizia riguardo a papa Adriano V. Nel medesimo equivoco cadde Francesco Petrarca nel suo Rerum Memorandum Liber, ma il poeta aretino ne fece successivamente ammenda rettificando il suo errore in una delle sue epistole raccolte nel Familiarium rerum libri.

## Successione apostolica
La successione apostolica è:
- Vescovo Enrico di Uppsala (1153)
- Vescovo Berno di Schwerin, O.Cist.[8] (1155)
- Vescovo Gerold von Oldenburg (1155)